# Konrad Julius Hieronymus Tuckermann
Konrad Julius Hieronymus Tuckermann (* 3. Dezember 1765 in Grund am Harz; † 8. Juli 1831 in Göttingen) war ein deutscher Jurist und Bürgermeister von Göttingen.

## Ausbildung und Wirken
1784 immatrikulierte Tuckermann sich an der Universität Göttingen. Nach seinem Studium der Rechtswissenschaften und einer juristischen Dissertation von 1789 war er zunächst bis 1794 Privatdozent an seiner Universität. 1792 wurde er zum Vizesyndikus und 1794 zum Syndikus des Magistrats der Stadt Göttingen bestellt. Ab 1799 war Tuckermann als Nachfolger von Christian Ludwig Richard „über alle Systemwechsel hinweg als Bürgermeister, Maire und wieder Bürgermeister für ein Vierteljahrhundert die beherrschende Figur in Göttingen“: Während der Franzosenzeit und Zugehörigkeit der Stadt Göttingen zum Königreich Westphalen als Kanton Göttingen wurde er – „ein Moment der Kontinuität“ – vom März 1808 bis zum Jahr 1813 Maire der Stadt, und auch nach Ende der französischen Besetzung 1813 blieb er als nunmehr königlich hannoverscher Bürgermeister bis zu seinem Tod im Sommer 1831 im Amt.

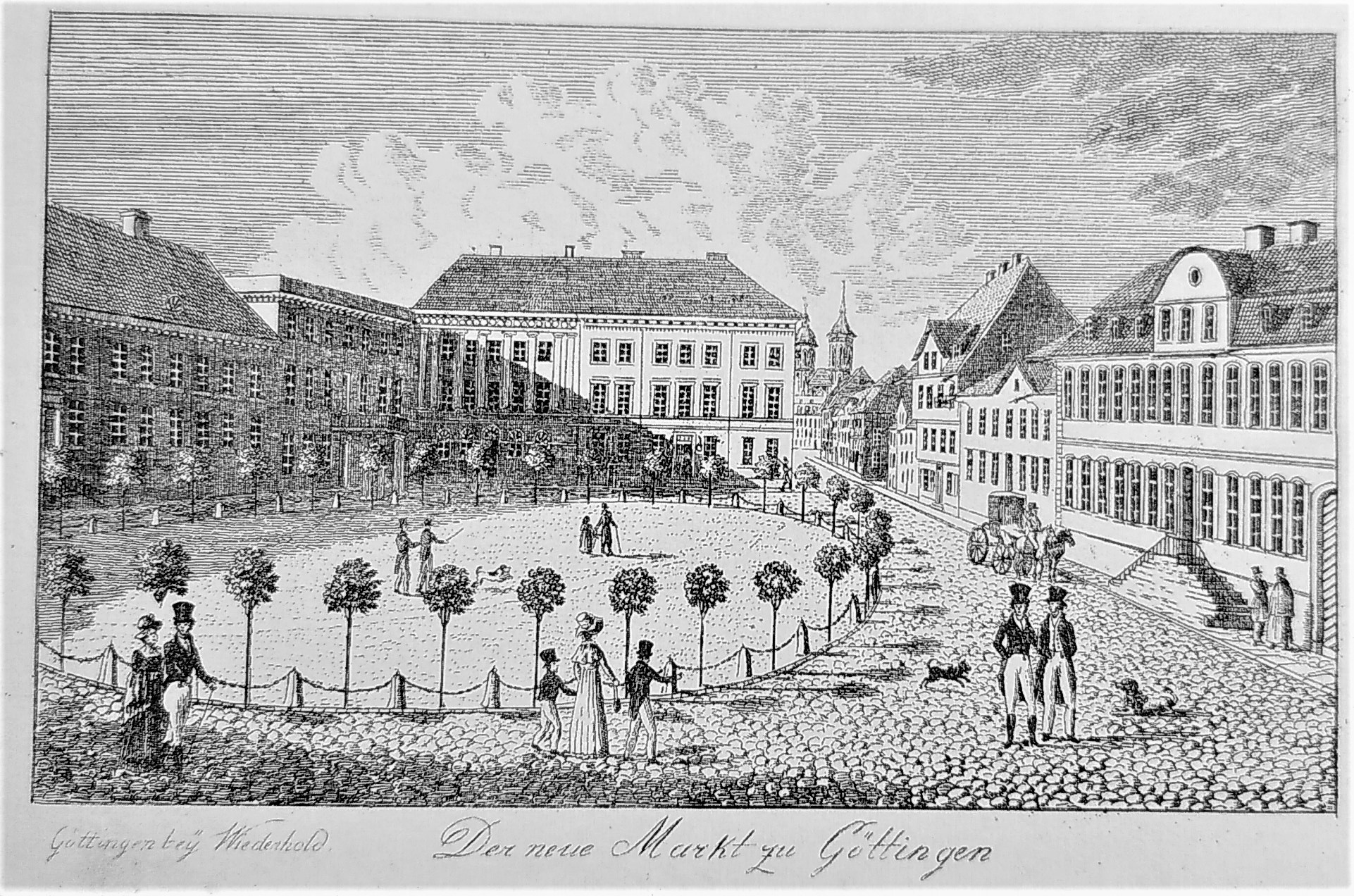
Der neuer Markt zu Göttingen mit rechts dem Haus Tuckermann. Kupferstich von Friedrich Besemann, entstanden zwischen 1830 und 1835

In Tuckermanns Amtszeit fielen bedeutende kommunalpolitische Veränderungen wie die Gewerbefreiheit mit der Auflösung der Gilden, 1801 die Gründung der ersten Stadtsparkasse in Deutschland und 1831 die Gründung einer Suppen-Anstalt für Bedürftige.
Gemeinsam mit dem befreundeten Bauunternehmer Christian Friedrich Andreas Rohns betrieb Bürgermeister Tuckermann die städtebauliche Entwicklung Göttingens zu Beginn des 19. Jahrhunderts. Auf Tuckermanns Initiative geht die Aufforstung des Hainbergs zurück.
Als Göttingens Bürgermeister folgte ihm Georg Christoph Ernst Ebell (1786–1853).

## Wohnhaus Tuckermann
Bürgermeister Tuckermann besaß in Göttingen seit 1804 ein palaisartiges, repräsentatives Wohnhaus an der verlängerten Barfüßerstraße (Hausnummern 262/363), nördlich des ehemaligen Barfüßerklosters. Später haben sich Grundstück, Bebauung und das gesamte Umfeld grundlegend geändert und sind heute nicht wiederzuerkennen: Anstelle des 1822–1824 abgerissenen Klosters entstand noch zu Lebzeiten Tuckermanns der erweiterte Neue Markt, an dem sein Palais eines der größten Anwesen war. Ein Vierteljahr nach Tuckermanns Tod erwarb die Königliche Regierung im Oktober 1831 das Grundstück und ließ das Wohnhaus abreißen; anschließend entstand dort am nunmehrigen Wilhelmsplatz in den Jahren 1835–1837 die repräsentative neue Aula der Georg-August-Universität, eingeweiht zur Hundertjahrfeier der Universitätsgründung.

## Privates
Tuckermann wurde 1765 in dem Harz-Städtchen Grund als Sohn des Stadtrichters Johann August Tuckermann (1719–1768) und dessen Frau Sophia Friderika Luttermann (1726–1794) geboren und wuchs in jungen Jahren als Waise auf. Er war verheiratet mit Anna Elisabeth Blumenhagen (* 1760), der zu Ehren er 1789 ein Geburtstagsblatt verfasste; beide hatten einen Sohn, Carl Heinrich August Gottfried Tuckermann (1793–1828), der noch vor dem Vater verstarb.
Tuckermann gehörte schon um 1790 der in Göttingen bis 1793 bestehenden Freimaurerloge Zum goldenen Zirkel an, in der auch Mitglieder des Göttinger Hainbunds Mitglied waren.

## Ehrungen
- 1964 wurde der Tuckermannweg im Göttinger Ostviertel nach ihm benannt.[2]

## Schriften
(Autorenname: Conradus Julius Hieronymus Tuckermann)
- De tutore ad praestandas usurarum usuras haud obligato, commentatio. Quam consentiente illustri iurisconsultorum ordine ad summos in utroque iure honores (...). H. M. Grape, Goettingae 1789 (Dissertation). (Digitalisat auf pendata.uni-halle.de, abgerufen am 25. März 2023)
- Ankündigung seiner Vorlesungen über aussergerichtliche Rechts-Praxis [sic]. H. M. Grape, Göttingen 1791.